# Нафтна мрља
Нафтна мрља или нафтно загађење је такво загађење које је настало услед изливања нафте у море.

## Узроци
У току једног месеца преко океана се транспортује више од стотину милиона тона сирове нафте и то врло често у великим танкерима који могу да понесу око петсто хиљада тона. Уколико неки од њих доживи хаварију, део те нафте ће се излити у море, али ветром и таласима може доспети и до обале. Најчешће, у 90% случајева, се нафта излива у море баш на овакав начин. Хаварије које могу изазвати слична загађења се могу десити и на бушотинама, а позната су и притајена загађивања услед испирања бродских танкова на мору или због лоше спојених нафтовода. Ипак, описане несреће су одговорне за тек пет процената укупног загађивања мора.

## Последице
Приликом изливања нафте у море, у додиру са ваздухом се ствара танка скрама која испарава. Међутим, услед таласања, нафта се везује за воду и настаје „чоколадна пена“ од које умиру животиње у приобалном песку. На површини мора, нафта је попут непровидне фолије која онемогућава продор ваздуха и сунчеве светлости, што узрокује помор планктона, који су важан део ланаца исхране у мору. Морске птице страдају од катрана који им се лепи за перје и онемогућава летење. Осим последица по живи свет, ова загађивања уништавају и улове рибара и плаже, где остављају дебели слој катрана.

## Санација
Када се нафта излије у море, специјални бродови покушавају да је што брже усисају, али у томе успевају само ако је море мирно. Примењује се и спаљивање те нафте, као и хемијска средства, али и тим начинима се море загађује. За опоравак од оваквог загађења често је потребно неколико година, јер нафта која се наталожила на дну може након дуго времена да доспе на површину.

## Примери
Нафтни танкер „Престиж“ је потонуо 19. новембра 2002. и том приликом је у море доспела половина укупног товара који је износио око 77.000 тона сирове нафте. Загађење је погодило око 2.900 km шпанске обале. Слични примери су се десили 1978. када је танкер „Амоко Кадиз“ уз обале Бретање испустио око 230.000 тона нафте и 1989. када је „Ескон Валдез“ излио око 40.000 тона изазвавши угинуће на хиљаде морских животиња, посебно сисара.